# JR貨物UT06C形コンテナ
UT06C形コンテナ（UT06Cがたコンテナ）は、日本貨物鉄道（JR貨物）輸送用として籍を編入している20ft私有コンテナ（タンクコンテナ）である。2007年（平成19年）4月現在、25個在籍している。

## 概要
本形式の数字部位 「 06 」は、コンテナの容積を元に決定される。このコンテナ容積6 ㎥の算出は、厳密には端数を四捨五入計算の為に、内容積が5.5 - 6.4 ㎥の間に属するコンテナが対象となる。また形式末尾のアルファベット一桁部位 「 C 」は、コンテナの使用用途（主たる目的）が 「 危険品の輸送 」を表す記号として付与されている。

## 番台毎の概要

### 0番台
1
日陸（旧・日本陸運産業）が所有しクラレが借受けるクロロスルホニルイソシアナート専用コンテナ。
2
保土谷化学工業が所有する塩化ベンジル専用コンテナ。

### 5000番台

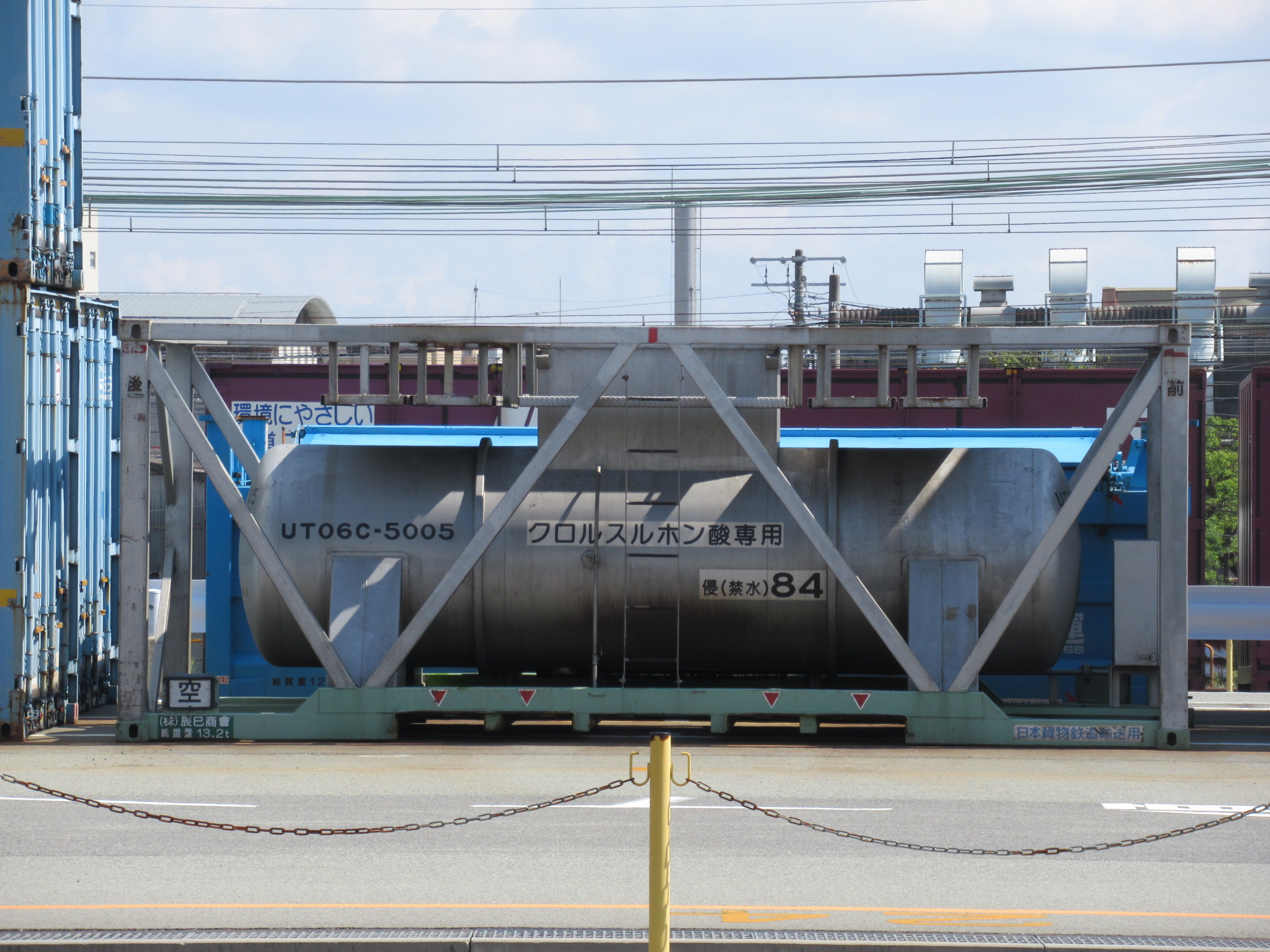
UT06C-5005

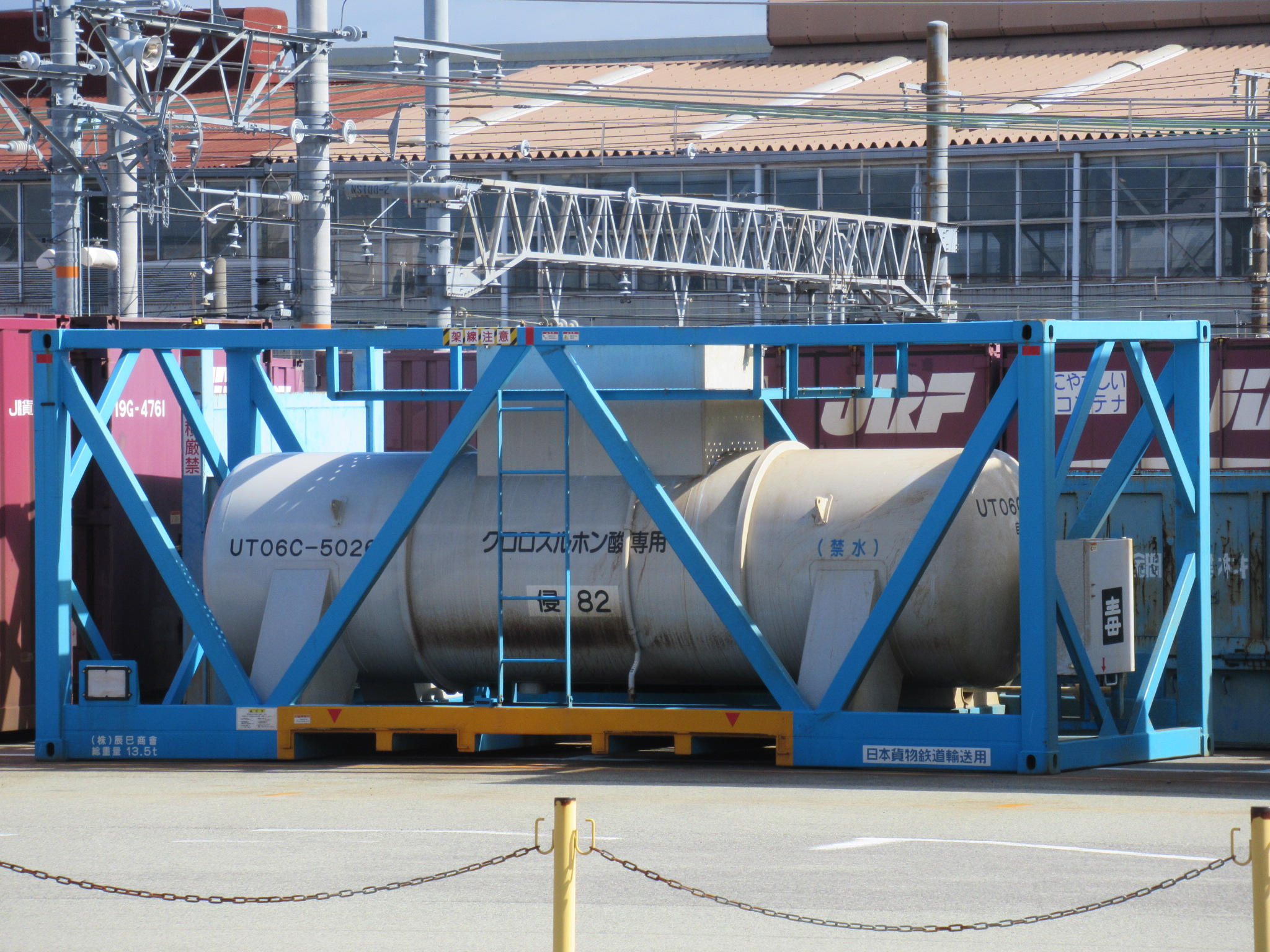
UT06C-5026

5001, 5002
日本石油輸送が所有するリン酸専用コンテナ。
5003 - 5008
トクヤマが所有するクロルスルホン酸専用コンテナ。かつては三菱化学物流が所有していた。
5009
日本曹達が所有するオキシ塩化リン専用コンテナ。
5010, 5011
日陸が所有するニトロシル硫酸溶液専用コンテナ。
5012, 5013
日本石油輸送が所有し住友精化が借受ける塩化チオニール専用コンテナ。総重量は12.5t、自重は2.5t。
5014 - 5016
日陸が所有し日産化学工業が借受ける濃硫酸専用コンテナ。総重量は13.3t。
5017 - 5019
日本石油輸送が所有し、住友精化が借受ける塩化チオニール専用コンテナ。総重量は12.5t、自重は2.5t。
5020, 5021
日陸が所有し、日産化学工業が借受ける硫酸専用コンテナ。総重量は13.3t。
5022
三菱マテリアル電子化成が所有するFSA専用コンテナ。総重量は13.0t。かつてはジェムコが所有していた。
5023
住友精化が所有する塩化チオニール専用コンテナ。
5024、5025
住友精化が所有する塩化スルフリル専用コンテナ。